# Hector de Bourbon
Hector de Bourbon, mort en 1502, est un prélat français à la fin du XVe siècle et au début du XVIe siècle, évêque de Lavaur et archevêque de Toulouse.

## Biographie
Hector est un fils naturel de Jean II de Bourbon.
Après la mort de Pierre de Lyon, archevêque de Toulouse, la plus grande du chapitre élit Pierre de Rosier comme successeur. Quelques chanoines donnent leur suffrage à Hector de Bourbon. Pierre du Rosier fait confirmer son élection par les archevêques de Narbonne et de Bourges, et prend possession de l'archevêché. Hector de Bourbon s'y oppose, sur la base des bulles qu'il a obtenues du pape. Le roi renvoie cette affaire au parlement de Bordeaux, qui décide en faveur d'Hector de Bourbon par un arrêt de 1494. Hector de Bourbon est aussi administrateur de Lavaur à partir de 1494.
Le 9 août 1500, il est nommé par lettres chancelier du Bourbonnais. Il meurt en 1502 et est inhumé dans la cathédrale Saint-Etienne de Toulouse.